# Gustav Adolf Gunkel
Gustav Adolf Gunkel (* 25. Juli 1866 in Dresden; † 20. März 1901 ebenda) war ein deutscher Geiger und Komponist.

## Leben

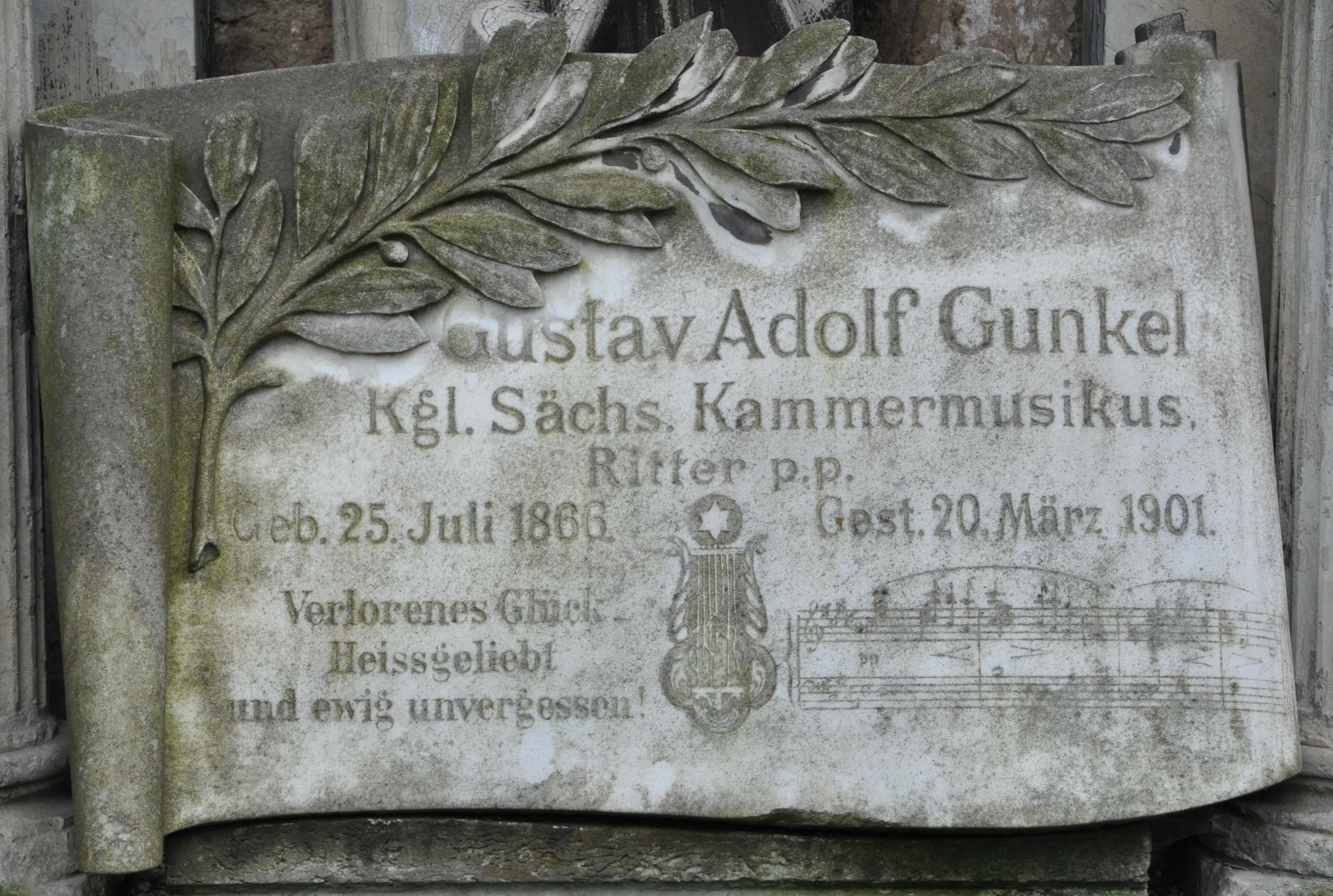
Grabinschrift

Gunkel, Sohn eines aus Wien stammenden Hofschneiders und Schüler des Konservatoriums in Dresden, war seit 1884 Geiger in der Hofkapelle. Er war auch als Musiklehrer tätig. Gunkel lebte bis 1898 in Dresden, danach in Blasewitz, zuletzt wohnhaft bei seinen Eltern in der Weinbergstraße 4.

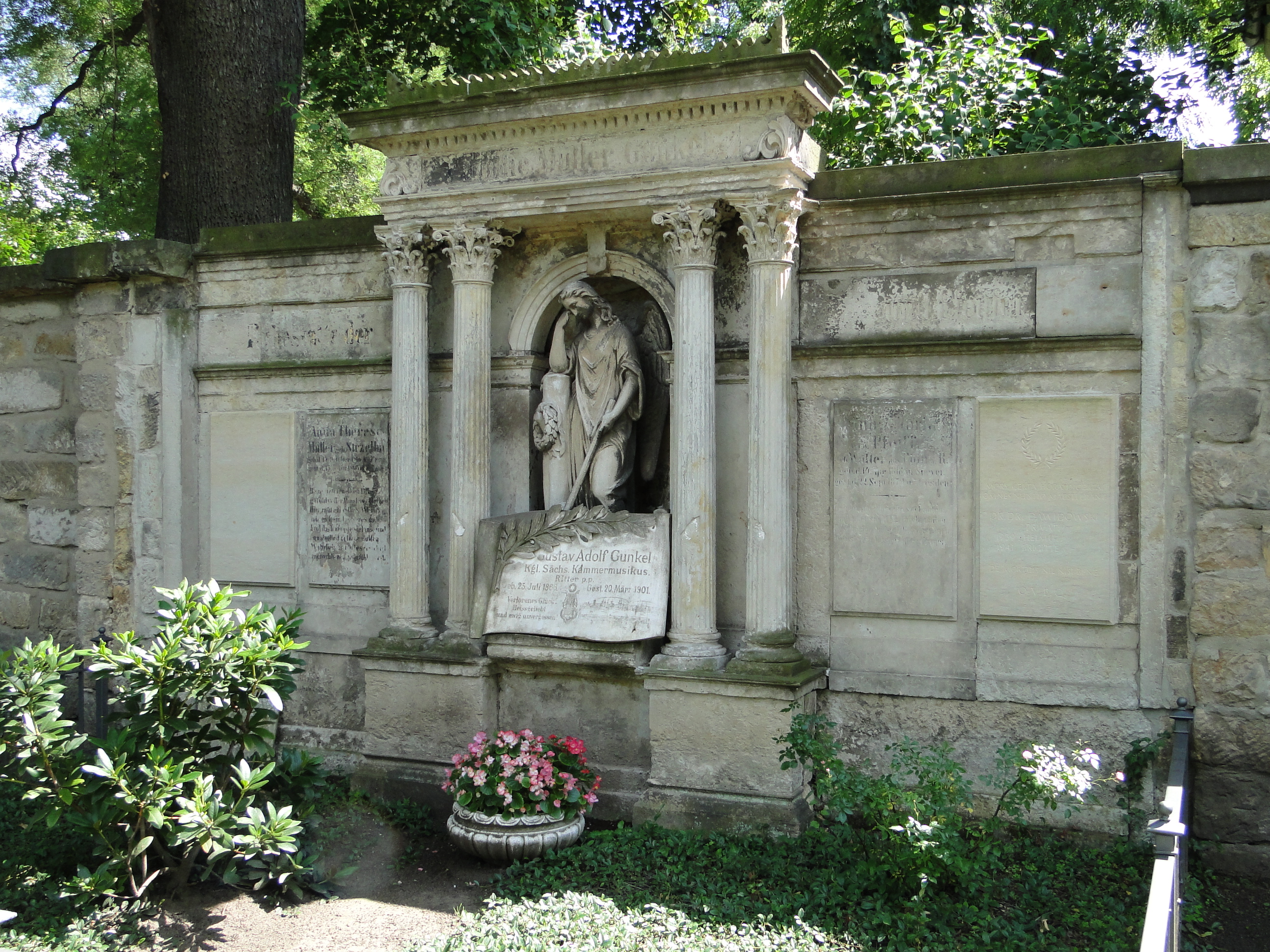
Grab von Gustav Adolf Gunkel in Dresden

Gunkel wurde im Alter von 34 Jahren am 20. März 1901 in der Straßenbahn auf der Pfotenhauerstraße (Dresden-Johannstadt) nach einem Konzert von der 49-jährigen Theresia Jahnel erschossen. Sie war die geschiedene Ehefrau des Direktors der Österreichischen Nordwest-Dampfschifffahrt-Gesellschaft in Aussig und wurde darauf lebenslang in eine österreichische Nervenheilanstalt eingewiesen. Diese Tat wurde später von Thomas Mann in seinem Doktor Faustus verarbeitet.
Gunkel, dessen Werke heute vergessen sind, schrieb Werke für nahezu alle Gattungen, wobei aber in erster Linie seine Lieder im Druck erschienen.
Sein Grabmal befindet sich auf dem Trinitatisfriedhof in Dresden und bezeichnet ihn als Königl. Sächs. Kammermusikus.

## Werkverzeichnis (Auswahl)
- Kleine Schöne, küsse mich für Gesang und Klavier, 1886
- Elegie auf den Tod von Heinrich Klemm für Violine, 1886[5]
- Holdes braunes Mädel für Gesang und Klavier, 1888
- Op. 5 Nr. 1 Schlummerlied für Gesang und Klavier, 1891 (bearbeitet für Klavier allein von Paul Colberg, 1911)
- Op. 8 Suite für Violoncello und Klavier, 1892
- Schauspiel-Ouvertüre für Orchester, 1892[6]
- Suite für Klavier, Geige und zwei Trompeten[7]
- Horch auf, du träumender Tannenhort für Gesang und Klavier. vor 1893[8]
- Schottische Weisen nach Original-Traditionen aus dem 17. und 18. Jahrhundert für Violine, Violincello und Klavier, vor 1899[9]
- Attila – Oper, 1894 (uraufgeführt 1895)[10]
- Bismarck-Hymnus auf einen Text von Carl Dibbern, 1895[11]
- Op. 20 Die Wallfahrt nach Kevlaar für Gesang und Klavier, 1898
- Meine Seele für Gesang und Klavier, 1898[12]
- An die Vöglein für Gesang und Klavier, 1899/1900[13]
- Jean Bart – Oper, 1900
- Der Spielmann für Gesang und Klavier, vor 1901[14]
- Op. 48 Nachtphantasien – Letzte Lieder für Gesang und Klavier, 1902 (Text: Franz Evers)